# Curtiss T-32 Condor II
Curtiss T-32 Condor II là một loại máy bay ném bom và chở khách hai tầng cánh của Hoa Kỳ trong thập niên 1930, do hãng Curtiss Aeroplane and Motor Company thiết kế chế tạo.

## Biến thể

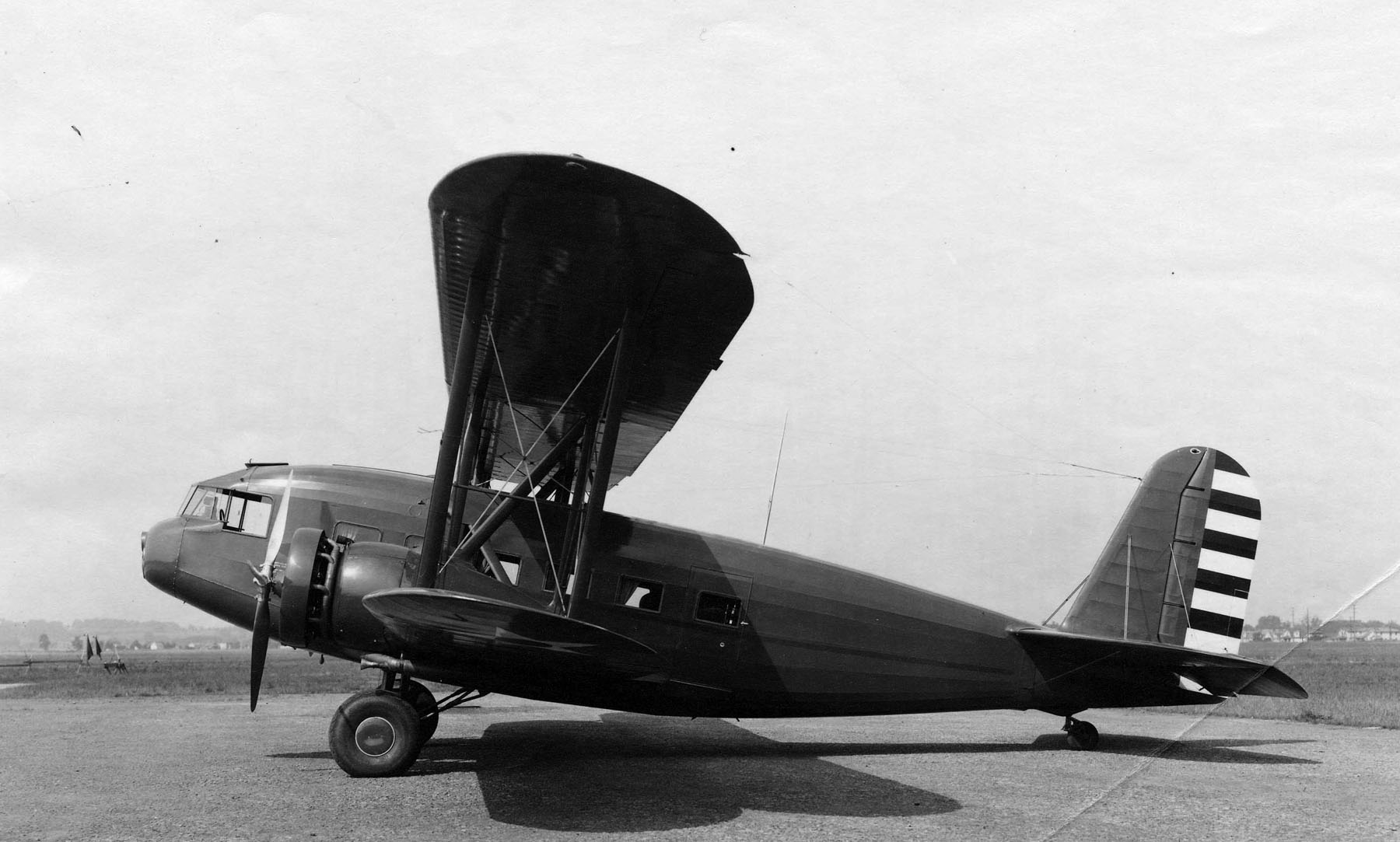
YC-30 năm 1933.

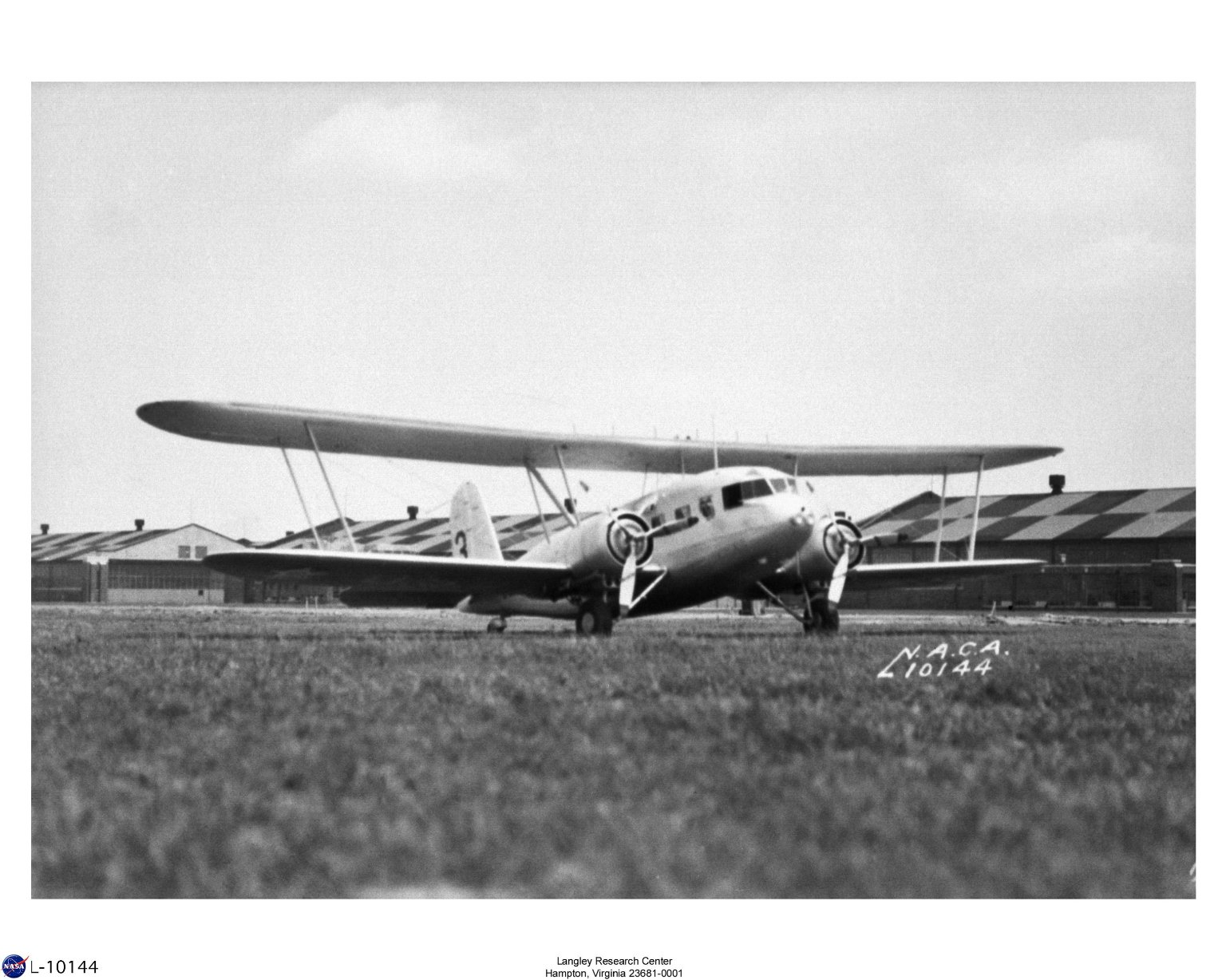
Curtiss R4C-1

T-32
T-32C
AT-32A
AT-32B
AT-32C
AT-32D
AT-32E
BT-32
CT-32
YC-30
R4C-1

## Quốc gia sử dụng

### Dân sự
Chile
- LAN-Chile les

 Đài Loan
- China National Aviation Corporation

 Thụy Sĩ
- Swissair

 Anh Quốc
- International Air Freight, Croydon

 United States
- American Airways
- Eastern Air Transport

### Quân sự
Argentina
- Không quân Hải quân Argentina

 Đài Loan
- Không quân Trung Hoa Dân quốc

 Colombia
- Không quân Colombia

 Honduras
- Không quân Honduras

 Perú
- Không quân Peru

 Anh Quốc
- Không quân Hoàng gia

 United States
- Quân đoàn Không quân Lục quân Hoa Kỳ
- Thủy quân Lục chiến Hoa Kỳ
- Hải quân Hoa Kỳ

## Tính năng kỹ chiến thuật (BT-32)
Đặc điểm tổng quát
- Chiều dài: 49 ft 6 in (15.09 m)
- Sải cánh: 82 ft 0 in (24.99 m)
- Chiều cao: 16 ft 4 in (4.98 m)
- Diện tích cánh: 1,276 ft2 (118.54 m2)
- Trọng lượng rỗng: 11.233 lb (5.095 kg)
- Trọng lượng có tải: 17.500 lb (7.938 kg)
- Động cơ: 2 × Wright SCR-1820-F3 Cyclone, 710 hp (529 kW) mỗi chiếc

Hiệu suất bay
- Vận tốc cực đại: 176 mph (283 km/h)
- Tầm bay: 840 dặm (1.352 km)
- Trần bay: 22.000 ft (6.705 m)

Vũ khí trang bị
- 5 × súng máy M1919 Browning 0.3 in (7,62 mm)
- 1.680 lb (762 kg) Bom